# Gnomidolon gounellei
Gnomidolon gounellei là một loài bọ cánh cứng trong họ Cerambycidae.